# Боженко, Олег Витальевич
Олег Витальевич Боженко (укр. Олег Віталійович Боженко; род. 12 июня 1963 года, г. Николаев) — украинский государственный деятель, депутат Верховной рады Украины II созыва (1994—1998).

## Биография
Родился 12 мая 1963 года в Николаеве.
С августа 1980 года по сентябрь 1981 года — старший пионервожатый средней школы № 33 г. Николаева. С ноября 1981 года по декабрь 1983 года проходил службу в армии (в/ч 10261, г. Одесса).